# 信德指鰧
信德指鰧（學名：Sindoscopus australis），為輻鰭魚綱䲁形目指鰧科信德指鰧屬的一個種，分布於東南太平洋智利海域，棲息在沿海沙底質海域，生活習性不明。